# 1644
1644 (MDCXLIV) var ett skottår som började en fredag i den gregorianska kalendern och ett skottår som började en måndag i den julianska kalendern.

## Händelser

### Januari
- 9 januari – Svenskarna besegrar danskarna i slaget vid Kolding.
- Januari – Jylland besätts av svenska trupper.

### Februari
- Februari och mars – Gustav Horn infaller i Skåne och erövrar Landskrona och Helsingborg.
- 28 februari – Nederländernas ockupation av Maranhão upphör.[1]
- Våren – Svenskarna ockuperar Jämtland, men landskapet återgår snart i danska händer.

### Maj
- 16 maj – Svenskarna besegras av danskarna i sjöslaget vid Lister Dyb.
- 27 maj – Slaget om Shanhaiguan resulterar i att Mingdynastin faller och Qingdynastin tar makten över Kina.

### Juni
- Sommaren – Norrmännen under Hannibal Shested sticker Vänersborg i brand men misslyckas med att erövra Göteborg.

### Juli
- 1 juli – Sjöslaget vid Kolberger Heide i Keilbukten mellan den svenska (under ledning av Clas Fleming) och danska flottan slutar oavgjort.
- 24–30 juli (GS) – Fransmännen besegrar kejsarens trupper i slaget vid Freiburg.

### September
- 15 september – Sedan Urban VIII har avlidit den 29 juli väljs Giovanni Battista Pamphili till påve och tar namnet Innocentius X.

### Oktober
- 13 oktober – Svenska flottan besegrar den danska i sjöslaget vid Femern och kan kapa de flesta danska fartygen.

### November
- 23 november – Svenskarna besegrar kejsarens trupper i slaget vid Jüterbog.

### December
- 8 december – Kristina blir myndig och regerande svensk drottning.
- 22 december – Svenskarna besegras av danskarna i slaget på Bysjöns is.
- 23 december – Svenskarna besegrar kejsarens trupper i slaget vid Magdeburg.

### Okänt datum
- Lotsåldermannen Johan Månsson gör en kartbok över Stockholms skärgård och Östersjön.
- I Sverige införs mynt av plåt. Samtidigt har silver- och koppardalerns värde utkristalliserat sig till att 1 daler silvermynt är värt 2,5 daler kopparmynt.

## Födda
- 11 april – Maria Johanna av Savojen, italiensk regent.
- 21 april – Conrad Reventlow, dansk statsman och adelsman, Danmarks storkansler 1699–1708.
- 12 augusti – Heinrich Biber, österrikisk tonsättare och violinist.
- 28 september – Ole Rømer, dansk astronom och ämbetsman.
- 26 oktober – Mattias Steuchius, professor i logik och metafysik, svensk ärkebiskop 1714–1730.

## Avlidna
- 21 april – Torsten Stålhandske, finländsk militär.
- 13 juli – Peder Gustafsson Banér, svenskt riksråd.
- 29 juli – Urban VIII, född Maffeo Barberini, påve sedan 1623.
- 27 augusti – Katarina av Brandenburg, regerande furstinna av Transsylvanien 1629-1630.

### Fotnoter
1. ↑  World Statesmen (läst 3 april 2011)